# Saint Georges et le Dragon en forêt
Pour les œuvres du même nom, voir Saint Georges et le Dragon.
Saint Georges et le Dragon en forêt est une œuvre d'Albrecht Altdorfer, peinte en 1510 et conservée à l'Alte Pinakothek de Munich. Il s'agit d'une peinture à l'huile sur parchemin montée sur bois de tilleul de 28,2 × 22,5 cm.

## Thème
La légende de « Saint Georges et le Dragon » est un thème classique de l'iconographie chrétienne. Elle met en scène Georges de Lydda affrontant un dragon qui réclame des sacrifices humains. Si la tradition est connue depuis au moins le VIIe siècle, elle n'acquiert une grande popularité qu'au XIIIe siècle, avec le récit qu'en donne Jacques de Voragine dans La Légende dorée.